# Igreja de Santiago (Sandomierz)
A Igreja de Santiago de Sandomierz, anexa ao mosteiro dominicano está localizada na Voivodia de Santa Cruz, na Polónia. A sua construção foi iniciada em 1226 por São Jacinto.

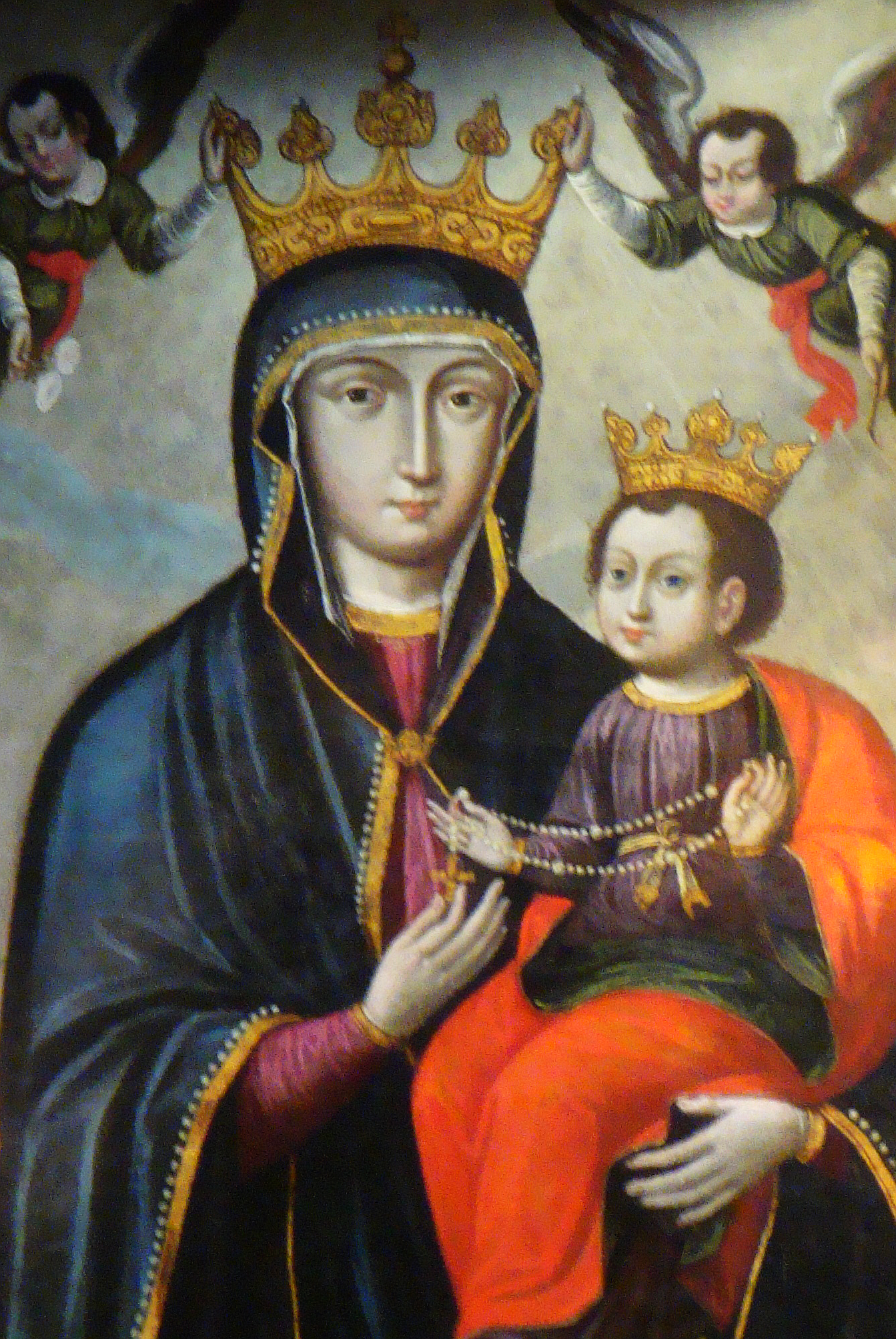
Imagem de Nossa Senhora do Rosário de Sandomierz

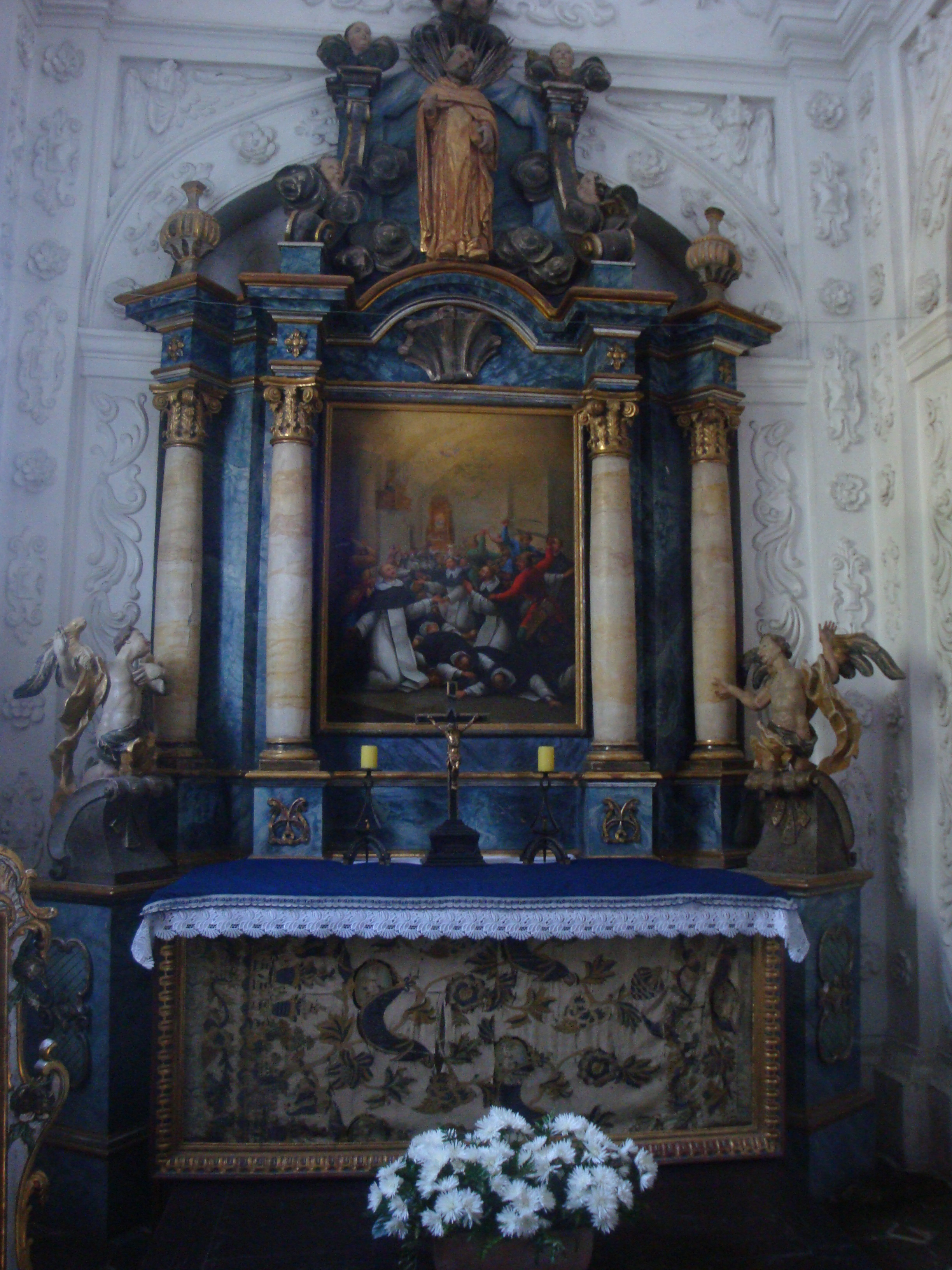
Capela do Beato Sadok e Mártires de Sandomierz

Esta igreja foi um testemunho do martírio do Beato Sadok e Mártires de Sandomierz e é um dos inícios do Caminho de Pequena Polônia.
Esta igreja é também Santuário de Nossa Senhora do Rosário.